# Kanthur, Madikeri
Kanthur là một làng thuộc tehsil Madikeri, huyện Kodagu, bang Karnataka, Ấn Độ.